# Zavār Bīd
Zavār Bīd (persiska: Zavāreh Bīd, زوار بيد) är en ort i Iran.   Den ligger i provinsen Teheran, i den centrala delen av landet, 50 km sydost om huvudstaden Teheran. Zavār Bīd ligger 974 meter över havet och antalet invånare är 467.
Terrängen runt Zavār Bīd är platt, och sluttar söderut. Runt Zavār Bīd är det tätbefolkat, med 297 invånare per kvadratkilometer. Närmaste större samhälle är Qarchak, 17,8 km väster om Zavār Bīd. Trakten runt Zavār Bīd består till största delen av jordbruksmark.